# Meteorito de Nantan

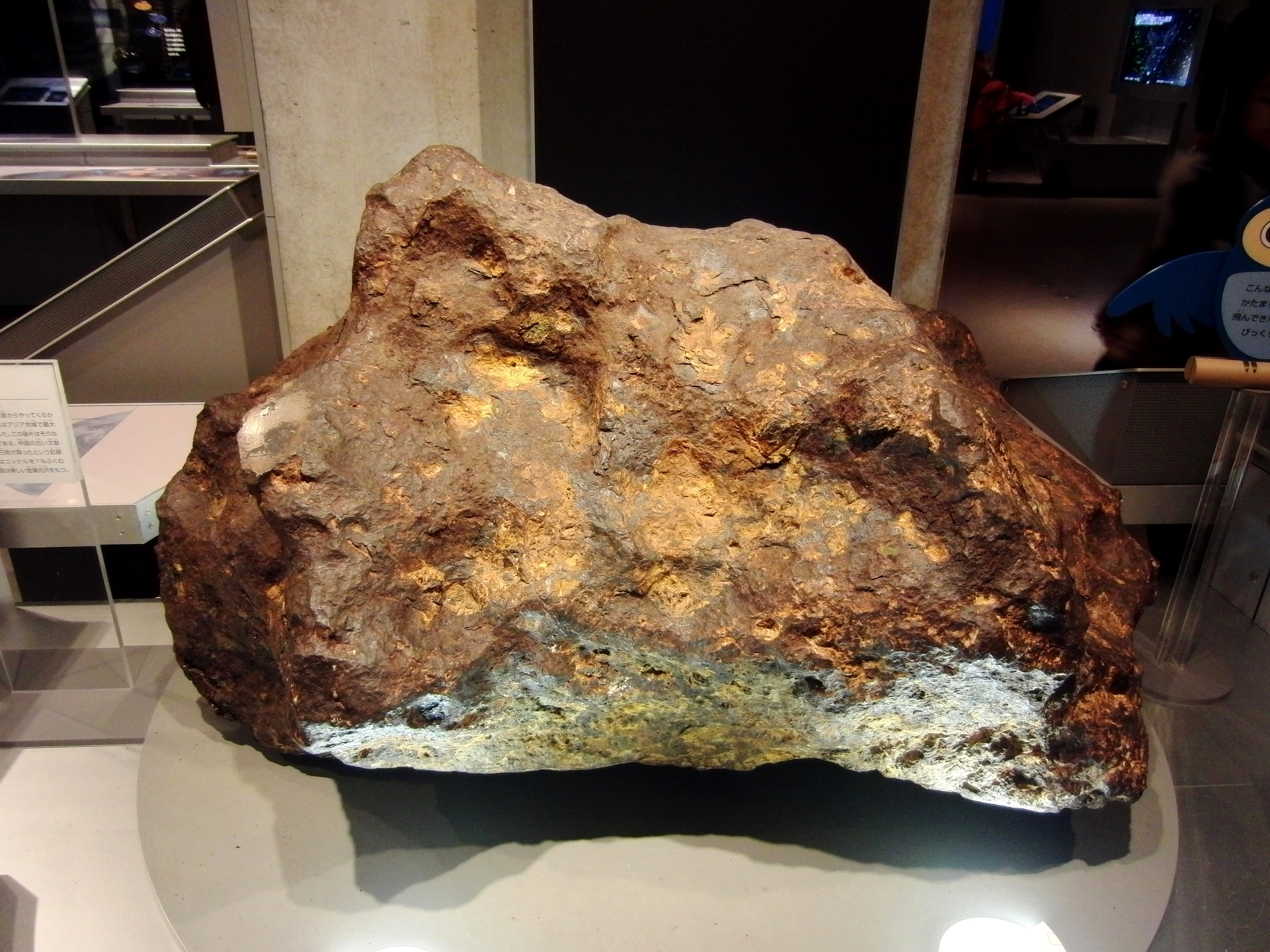
Meteorito de Nantan

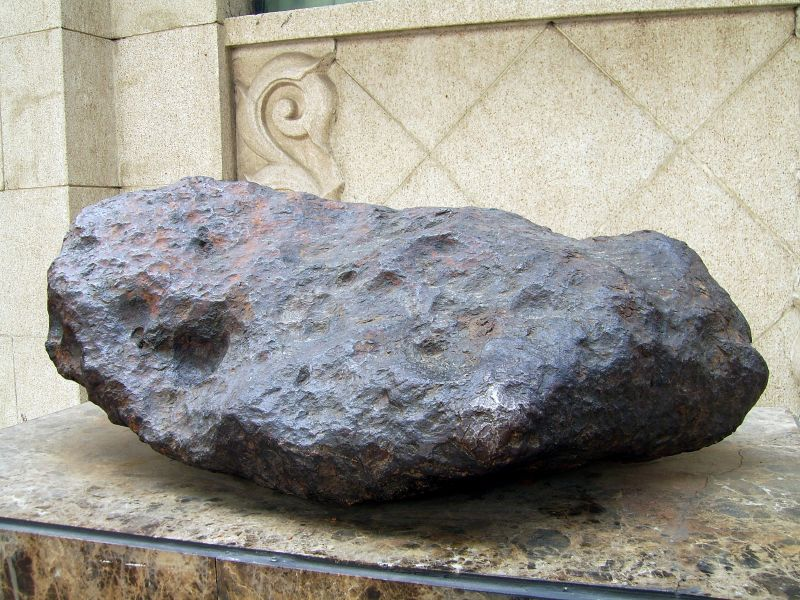
Meteorito de Nantan

El meteorito de Nantan (en chino: 南丹隕石, o también: meteorito 南丹) es un meteorito metálico descubierto en China en 1958.
Su caída no fue observada y su masa total era de unas 9,5 toneladas.  El meteorito está clasificado como un metálico de tipo químico I-AB y del grupo MG (main group, o grupo principal).  El hallazgo de grandes masas metálicas en un área de 28 x 8 kilómetros cerca de  Nantan, Nandan County, Guangxi (China) en 1958 se atribuyó a la caída registrada en 1516, sin que todavía se haya podido demostrar la conexión entre ambos eventos.  En el análisis se determina una concentración de níquel de 6.96%.  
La mayor masa conocida se estima en unos 2000 kilos, y millones de pequeños fragmentos de distintas masas, muchos de ellos con grandes signos de alteración y oxidación, permanecen en colecciones y en venta en todo el mundo. 

## Referencias

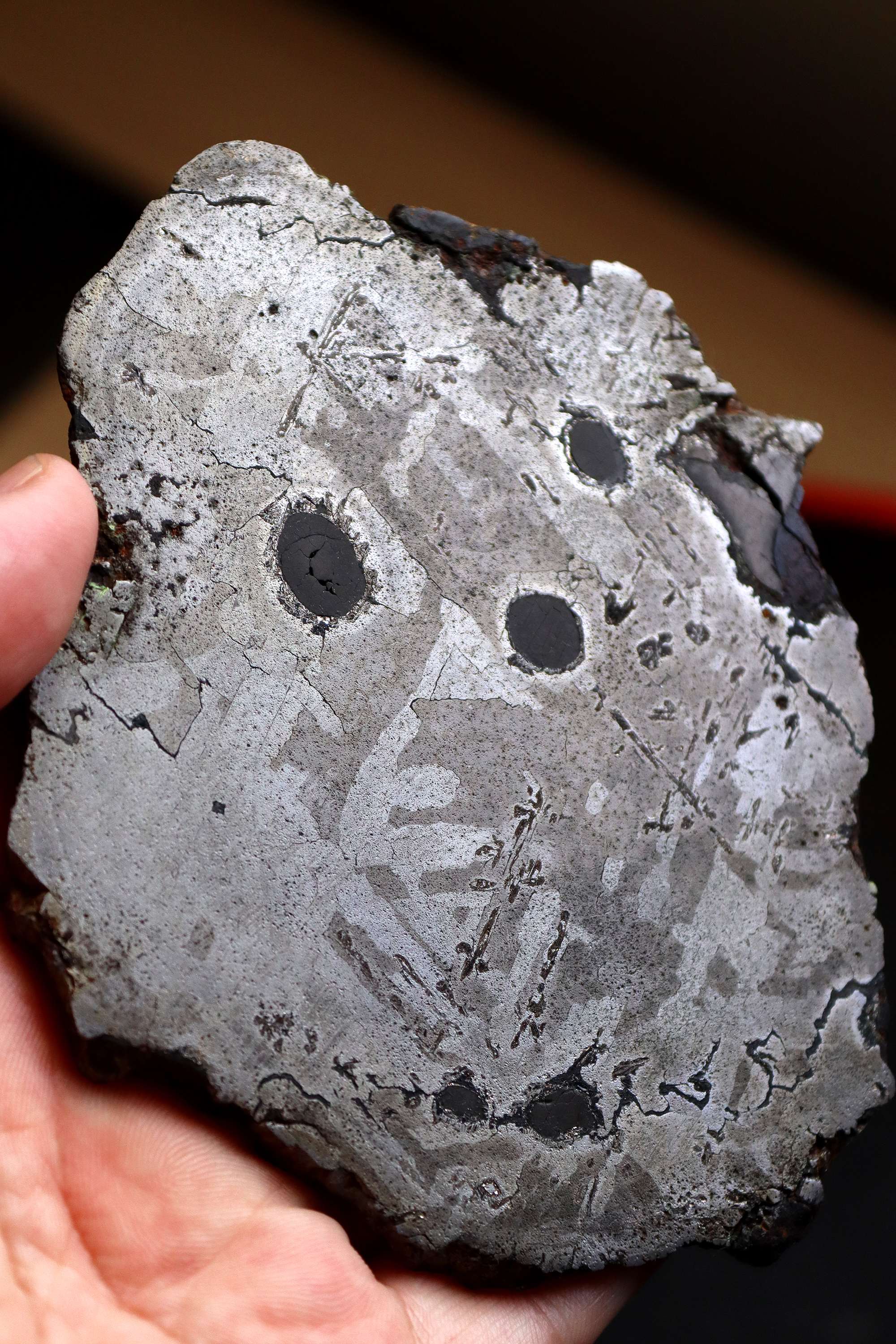
Meteorito NANTAN tratado para revelar el sistema de Widmanstätten. Se observan también nódulos de troilita. Foto; MeteoritesLab.